# کنی ژیلت
کنی ژیلت (انگلیسی: Kenny Gillet؛ زادهٔ ۳ ژانویهٔ ۱۹۸۶) بازیکن فوتبال اهل فرانسه است.
از باشگاه‌هایی که در آن بازی کرده‌است می‌توان به باشگاه فوتبال نئا سالامیس فاماگوستا، باشگاه فوتبال بارنت، باشگاه فوتبال کان، و باشگاه فوتبال اینورنس کالدنیون تیسل اشاره کرد.